# Volker
Volker – założony przez Charlesa Volkera amerykański producent silników i konstruktor samochodów, kilkakrotnie podejmujący próbę zakwalifikowania się do Indianapolis 500.

## Historia
Firma, czasem błędnie zapisywana jako „Voelker”, została założona przez Charlesa Volkera. Volker w latach 20. zaangażował się w prace nad samochodami wyścigowymi. W 1930 roku pracował nad Mormonem Meteorem, którym Ab Jenkins pobił rekord prędkości na Bonneville Salt Flats. Następnie projektował silniki cztero- i dwunastocylindrowe. W 1937 roku zbudował na Indianapolis 500 w Detroit dwunastocylindrowy silnik. Ten silnik napędzał samochód Miller Henry'ego Banksa, którym nie zdołał się zakwalifikować. Rok później jadący samochodem Miller-Volker Henry Banks zakwalifikował się na 31 miejscu, ale nie ukończył wyścigu wskutek uszkodzenia łożyska na 110 okrążeniu i został sklasyfikowany na 21 miejscu. W 1940 roku używający samochodu Kimmell-Volker Louie Webb nie zakwalifikował się, podobnie jak Ira Hall rok później.
W 1953 roku Volker wystawił własny samochód dla Hala Robsona, którym ten kierowca nie zdołał się jednak zakwalifikować.

## Wyniki w Formule 1
W latach 1950–1960 wyścig Indianapolis 500 był eliminacją Mistrzostw Świata Formuły 1.
| Sezon | Zespół | Samochód | Kierowcy   | Wyniki w poszczególnych eliminacjach | Wyniki w poszczególnych eliminacjach | Wyniki w poszczególnych eliminacjach | Wyniki w poszczególnych eliminacjach | Wyniki w poszczególnych eliminacjach | Wyniki w poszczególnych eliminacjach | Wyniki w poszczególnych eliminacjach | Wyniki w poszczególnych eliminacjach | Wyniki w poszczególnych eliminacjach | Wyniki kierowców | Wyniki kierowców | Wyniki konstruktora | Wyniki konstruktora |
| 1953  |        |          |            | Argentyna                            | Stany Zjednoczone                    | Holandia                             | Belgia                               | Francja                              | Wielka Brytania                      | Niemcy                               | Szwajcaria                           | Włochy                               | Pkt.             | Msc.             | Pkt.                | Msc.                |
| ----- | ------ | -------- | ---------- | ------------------------------------ | ------------------------------------ | ------------------------------------ | ------------------------------------ | ------------------------------------ | ------------------------------------ | ------------------------------------ | ------------------------------------ | ------------------------------------ | ---------------- | ---------------- | ------------------- | ------------------- |
| 1953  | Volker | Volker   | Hal Robson | -                                    | NZ                                   | -                                    | -                                    | -                                    | -                                    | -                                    | -                                    | -                                    | 0                | NS               | –                   | –                   |